# Candyman’s Fluch
Candymans Fluch (Originaltitel: Candyman) ist ein US-amerikanischer Horrorfilm von Bernard Rose aus dem Jahr 1992. Der Film basiert auf der Kurzgeschichte The Forbidden von Clive Barker.

## Handlung
Die Doktorandin Helen Lyle stößt in Chicago bei ihren Recherchen über urbane Legenden auf die Geschichte des Candyman. Dieser war der Sohn eines ehemaligen schwarzen Sklaven, der nach dem Amerikanischen Unabhängigkeitskrieg durch ein neuartiges Verfahren zur Herstellung von Schuhen zu Geld gekommen war. Der Sohn pflegte eine verbotene Liebe zu einem weißen Mädchen, das schwanger wurde. Der Vater des Mädchens ließ ihn schließlich grausam hinrichten: Eine Bande wurde auf ihn angesetzt und jagte ihn durch die Stadt, wobei dem Sohn mit einer rostigen Säge eine Hand abgesägt wurde. Nachdem man ihn mit Honig übergossen hatte, wurde er schließlich von hunderten Bienen zu Tode gestochen. Doch der Ermordete kehrte als Candyman von nun an in die Welt der Lebenden zurück: Wenn man sich vor einen Spiegel stellt und fünfmal seinen Namen ausspricht, erscheint den Erzählungen nach der Candyman mit einem Haken anstelle seiner rechten Hand. Derjenige, der die Worte sprach, wird von ihm getötet. Helen probiert es aus, und infolgedessen geschehen mysteriöse Morde in ihrer Umgebung, für die nach Helens Meinung der Candyman verantwortlich ist. Jedoch glaubt ihr niemand; sie gerät in die Hände der Polizei, und nur der Candyman ist fähig, ihr zu helfen. Helen muss erkennen, dass nur sie selbst den Candyman stoppen kann. Dieser Versuch endet jedoch tragisch, da es kein Entkommen vor dem Fluch des Candyman gibt und sie schließlich selbst zum Fluch wird. Sie jagt den Candyman; einige Bewohner eines Ghettos legen ein Feuer, woraufhin der Candyman in dem Feuer stirbt. Aus den Flammen rettet Helen ein Baby, stirbt dann jedoch ebenfalls, kehrt jedoch ein Jahr später ebenso wie der Candyman nach fünfmaligem Aufsagen ihres Namens vor einem Spiegel zurück.

## Vergleich mit der Kurzgeschichte
Ebenso wie die im Jahr 2021 erschienene Verfilmung Candyman basiert der Film auf der Kurzgeschichte The Forbidden, aus dem 5. Buch des Blutes von 1989.
Die Buchfassung von Clive Barker konzentriert sich auf Helen und ihre Ängste und Wünsche – die Figur des Candyman erscheint im Buch erst auf den letzten Seiten, zudem wird er im Buch als blasser Weißer mit violetten Lippen und deutlichen Anzeichen von Fäulnis und Tod beschrieben. Erst im Film wurde aus ihm ein gutgebauter, attraktiver Schwarzer mit einer Entstehungslegende. Die weitere Legende, die „Anrufung“ durch fünfmalige Namensnennung vor einem Spiegel, ist ebenfalls in den Film einbezogen worden, wahrscheinlich um (ähnlich wie die im Buch nicht vorkommenden Morde des Candyman) die Spielzeit zu erhöhen. Im Buch erscheint Candyman, weil seine Existenz von Helen in Zweifel gezogen wird und er mit dem Verblassen seiner Legende sterben würde; dies ist auch im Film bei aufmerksamem Betrachten der Hauptgrund für die Handlung. Die Handlung des Buches spielt in England, nicht in Chicago.

## Synchronisation
Die deutsche Synchronfassung entstand bei der Legard Synchron GmbH, Berlin. Michael Richter führte Dialogregie.
| Rolle            | Darsteller          | Synchronsprecher   |
| ---------------- | ------------------- | ------------------ |
| Helen Lyle       | Virginia Madsen     | Ulrike Möckel      |
| Candyman         | Tony Todd           | Frank Glaubrecht   |
| Trevor Lyle      | Xander Berkeley     | Norbert Langer     |
| Bernadette Walsh | Kasi Lemmons        | Arianne Borbach    |
| Anne-Marie McCoy | Vanessa A. Williams | Anke Reitzenstein  |
| Jake             | DeJuan Guy          | Bianca Krahl       |
| Frank Valento    | Gilbert Lewis       | Klaus Sonnenschein |
| Dr. Burke        | Stanley DeSantis    | Bernd Rumpf        |
| Phillip Purcell  | Michael Culkin      | Jürgen Thormann    |
| Polizistin       | Rusty Schwimmer     | Christel Merian    |

## Trivia
- Das Budget des Filmes betrug 8 Mio. US-Dollar, er spielte 26 Mio. Dollar ein.[4]
- Bei der deutschen VHS-Auswertung enthält der Mord an dem Psychiater deutlich brutalere Einstellungen als die späteren deutschen und ausländischen DVDs, da die deutsche VHS auf der Unrated-Fassung basiert und nicht auf der geläufigen R-Rated.
- Der Film spielt in einer nördlichen Vorstadt von Chicago namens Cabrini-Green, einem zwischen 1932 und 1962 gebauten Wohnprojekt, das mit Armut und exzessiver Gewalt assoziiert wurde und fast ausschließlich von sozial benachteiligten schwarzen Familien bewohnt wurde.
- Das deutsche Industrial-Projekt :Wumpscut: nutzt ein Zitat aus der deutschen Synchronisation als Einleitung für den Song Untermensch.[5]

## Kritiken
„Äußerst spannend zwischen Traum und Wirklichkeit angelegter, wenig zimperlicher Horror-Schocker, der das Genre zwar nicht erneuert, aber seine Topoi geschickt variiert; gut gespielt und fotografiert.“

„Raffiniert inszenierter Psychoterror. – Entschärfte, dennoch massive Gruselattacke“

## Auszeichnungen
- Vier Nominierungen für den Saturn Award 1993, nur Virginia Madsen gewann den Preis in der Kategorie Best Actress.
- Ebenfalls 1993 wurde der Regisseur von Candyman’s Fluch für den Grand Price des Avoriaz Fantastic Film Festival nominiert, konnte diesen allerdings nicht gewinnen.